# Martin Keilhacker
Martin Keilhacker (ur. 15 czerwca 1894 w Höselsthal, obecnie część Isen, zm. 11 listopada 1989 w Monachium) – niemiecki psycholog i pedagog w dziedzinie edukacji medialnej.

## Życiorys
Po odbytych studiach z zakresu psychologii i pedagogiki Martin Keilhacker uzyskał doktorat napisany pod kierunkiem Aloysa Fischera na podstawie pracy na temat historii opieki nad młodzieżą i ruchu młodzieżowego w Monachium. Od 1916 był członkiem katolickiego bractwa studenckiego KDStV Aenania München. W 1929 objął stanowisko asystenta na Uniwersytecie w Królewcu, w 1931 habilitował się w Państwowej Akademii w Braniewie i prowadził wykłady w tej uczelni do 1934. Od 1934 pracował jako psycholog Wehrmachtu, a także wykładał na Uniwersytecie w Monachium i Uniwersytecie Wiedeńskim, gdzie został mianowany nieetatowym profesorem.
Po II wojnie światowej przez krótki okres pracował jako wykładowca w Ratyzbonie oraz na Uniwersytecie Pedagogicznym w Monachium-Pasing. W 1946 został mianowany najpierw profesorem nieetatowym, następnie jeszcze w tym samym roku profesorem nadzwyczajnym, a 1952 profesorem zwyczajnym. Po przejściu na emeryturę w 1961 był nadal aktywny w edukacji medialnej. W 1964 został odznaczony Bawarskim Orderem Zasługi.
Keilhacker był jednym z pionierów w dziedzinie edukacji medialnej w Niemczech. W 1949 założył ośrodek badawczy, z którego powstał następnie JFF – Institut für Medienpädagogik in Forschung und Praxis. Był wydawcą pisma „Jugend und Film”, które założył w 1957 r., współcześnie wydawane pod tytułem „Merz”. Wielu uczniów Keilhackera, których poglądy dominowały w niemieckiej edukacji medialnej aż do lat 70., osiągnęło ważne stanowiska w dziedzinie edukacji medialnej. Jednym z jego uczniów jest Werner Glogauer.
Keilhacker był orędownikiem pedagogiki zachowawczej, która miała na celu ochronę młodych ludzi przed szkodliwymi wpływami mediów – na przykład w postaci unikania pokazywania przemocy, zamiast tego wskazywał na promowanie pozytywnych efektów, na przykład poprzez wybór wartościowych etycznie filmów ze wzorami do naśladowania. Keilhacker starał się przeciwdziałać rosnącemu wpływowi mediów na rozwój, wychowanie i życie ludzi, zalecając edukację medialną – ze szczególnym uwzględnieniem umiejętności krytyki. Z drugiej strony Keilhacker dostrzegał w mediach potężne narzędzia do wspierania procesu edukacji, zwłaszcza w radiu i telewizji.